# Клопот (Любуське воєводство)
Клопот (пол. Kłopot, нім. Kloppitz) — село в Польщі, у гміні Цибінка Слубицького повіту Любуського воєводства.
Населення — 178 осіб (2011).
У 1975-1998 роках село належало до Зеленогурського воєводства.

## Демографія
Демографічна структура станом на 31 березня 2011 року:
|          | Загалом | Допрацездатний вік | Працездатний вік | Постпрацездатний вік |
| -------- | ------- | ------------------ | ---------------- | -------------------- |
| Чоловіки | 87      | 22                 | 62               | 3                    |
| Жінки    | 91      | 21                 | 54               | 16                   |
| Разом    | 178     | 43                 | 116              | 19                   |